# Dzika Afryka
Dzika Afryka / Z Manhattanu do Afryki (ang. Life Is Wild, 2007–2008) – amerykański serial telewizyjny, wyprodukowany i nadawany przez telewizję CW od 7 października 2007 do 3 lutego 2008. Akcja serialu toczy się w Południowej Afryce po tym, jak nowojorski weterynarz przeprowadza się do rezerwatu ze swoją drugą żoną i dwójką dzieci.
W lutym 2008 postanowiono zrezygnować z emisji serialu z powodu niskich wskaźników oglądalności.

## Główne postacie
- Leah Pipes – Katie Clarke
- D.W. Moffett – Dr. Danny Clarke
- Stephanie Niznik – Jo Clarke
- Andrew St. John – Jesse Weller
- Calvin Goldspink – Oliver Banks
- Atandwa Kani – Tumelo

## W pozostałych rolach
- K'Sun Ray – Chase Clarke
- Mary Matilyn Mouser – Mia Weller
- David Butler – Art
- Tiffany Mulheron – Emily Banks
- George Jackos – Colin Banks
- Shannon Esra – Lauren
- Precious Kofi – Mbali

## Spis odcinków
| SEZON PIERWSZY |                               |            |
| 1              | Pilot                         | 07.10.2007 |
| 2              | Ubuntu                        | 14.10.2007 |
| 3              | Open for Business             | 21.10.2007 |
| 4              | Heritage Day                  | 28.10.2007 |
| 5              | Bad to the Bone               | 04.11.2007 |
| 6              | Games People Play             | 11.11.2007 |
| 7              | The Heart Wants What It Wants | 18.11.2007 |
| 8              | Animal House                  | 02.12.2007 |
| 9              | The Code                      | 09.12.2007 |
| 10             | Rescue Me                     | 06.01.2008 |
| 11             | Love Life                     | 20.01.2008 |
| 12             | P.O.C.                        | 27.01.2008 |
| 13             | Home                          | 03.02.2008 |